# Maison-Maugis
Maison-Maugis is een plaats en voormalige gemeente in het Franse departement Orne (regio Normandië) en telt 55 inwoners (2009). De plaats maakt deel uit van het arrondissement Mortagne-au-Perche. Op 1 januari 2016 is Maison-Maugis gefuseerd met de gemeenten Boissy-Maugis, Courcerault en Saint-Maurice-sur-Huisne tot de gemeente Cour-Maugis sur Huisne. 

## Geografie
De oppervlakte van Maison-Maugis bedraagt 5,5 km², de bevolkingsdichtheid is dus 10 inwoners per km².
De onderstaande kaart toont de ligging van Maison-Maugis met de belangrijkste infrastructuur en aangrenzende gemeenten.

## Demografie
Onderstaande figuur toont het verloop van het inwonertal (bron: INSEE-tellingen).